# 삼구삼진
삼구삼진(三球三振)이란, 야구에서 공 3개로 투수가 타자를 삼진 처리하는 것을 말한다.

## 조건
무조건 공 3개로 타자를 삼진 잡아내야 삼구삼진으로 인정된다. 공 4개 이상을 던져야 타자를 삼진하는 것은 삼구삼진으로 인정되지 않는다. 반면, 공 3개라는 조건만 만족하면 낫아웃 상태가 되어 타자가 1루를 밟더라도 삼구삼진으로 인정된다.
그러나 삼구삼진도 기록원이 삼진이라 표기한다.